# Eunectes murinus
La anaconda verde o común (Eunectes murinus) es una especie de serpiente constrictora de la familia de las boas (Boidae). Es endémica de los ríos del trópico de Sudamérica. De todas las serpientes esta es la de mayor tamaño (hablando de peso);[cita requerida] se la hace rivalizar con la pitón reticulada (Malayopython reticulatus) por el título de la serpiente más grande del mundo, que suele ser más larga, pero menos voluminosa. Se conocen casos de humanos adultos atacados,[cita requerida] aunque ninguna serpiente (Malayopython reticulatus como excepción) tiende a atacar a un ser humano, salvo por defensa propia, ya que estos no forman parte de su cadena trófica.

## Distribución
Habita en las cuencas de los ríos Orinoco, Putumayo, Napo, Amazonas, Paraguay y Alto Paraná. Cuenta con poblaciones en Guyana, Trinidad, Venezuela, Colombia, Brasil, Ecuador, Perú, Bolivia y hay una población introducida en los Everglades.

## Descripción

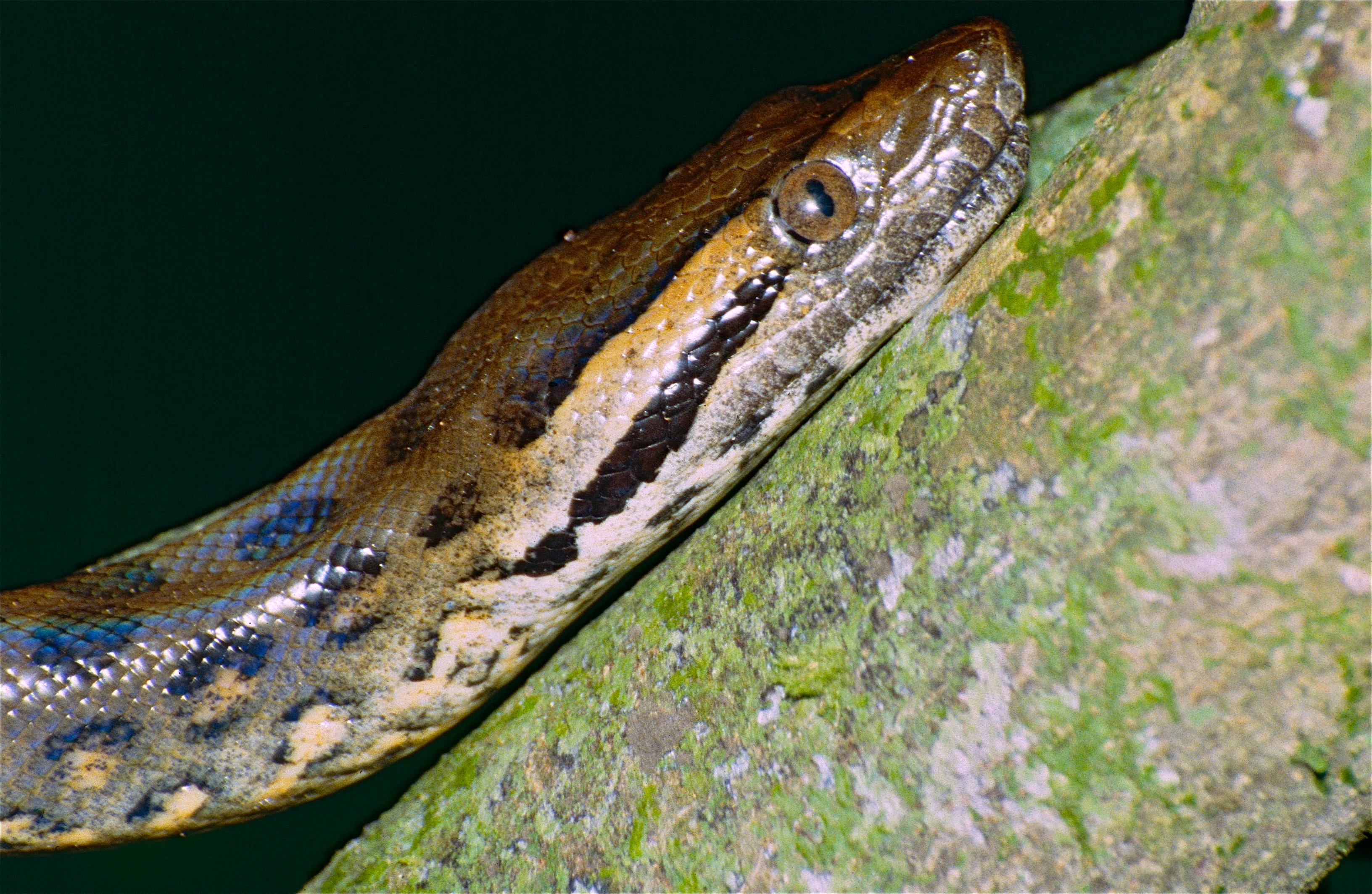
Eunectes murinus.

La anaconda es de color verde oscuro, con marcas ovales de color negro y ocre en los flancos. El vientre es más claro, y en la parte final de la cola muestra diseños en amarillo y negro que son únicos para cada ejemplar. El hocico está cubierto por seis escamas engrosadas, tres a cada lado, que constituyen el rasgo más distintivo que separa las especies del género Eunectes de las estrechamente relacionadas serpientes del género Boa.
La cabeza es estrecha, y no presenta un cuello muy marcado. Las narinas y los ojos están en una posición elevada, facilitando así la respiración y la percepción durante los largos períodos que la anaconda pasa sumergida cuando caza. Los receptores olfativos se encuentran en la lengua, como en todas las serpientes. Además posee fosetas loreales y pupilas dilatadas, que le permiten cazar en la oscuridad. El cuerpo es ligero pero muy musculoso, adaptado a la forma de presa de la serpiente, que mata a sus presas por constricción.
El único sector de todo el cuerpo no cubierto por escamas se encuentra en la región caudal, en la zona de la cloaca, la cual presenta espolones en sus inmediaciones, que son restos atrofiados que otrora eran extremidades locomotoras.
Rara vez supera los 10 años, aunque se han documentado casos de hasta 50 años.[cita requerida]

### Tamaño

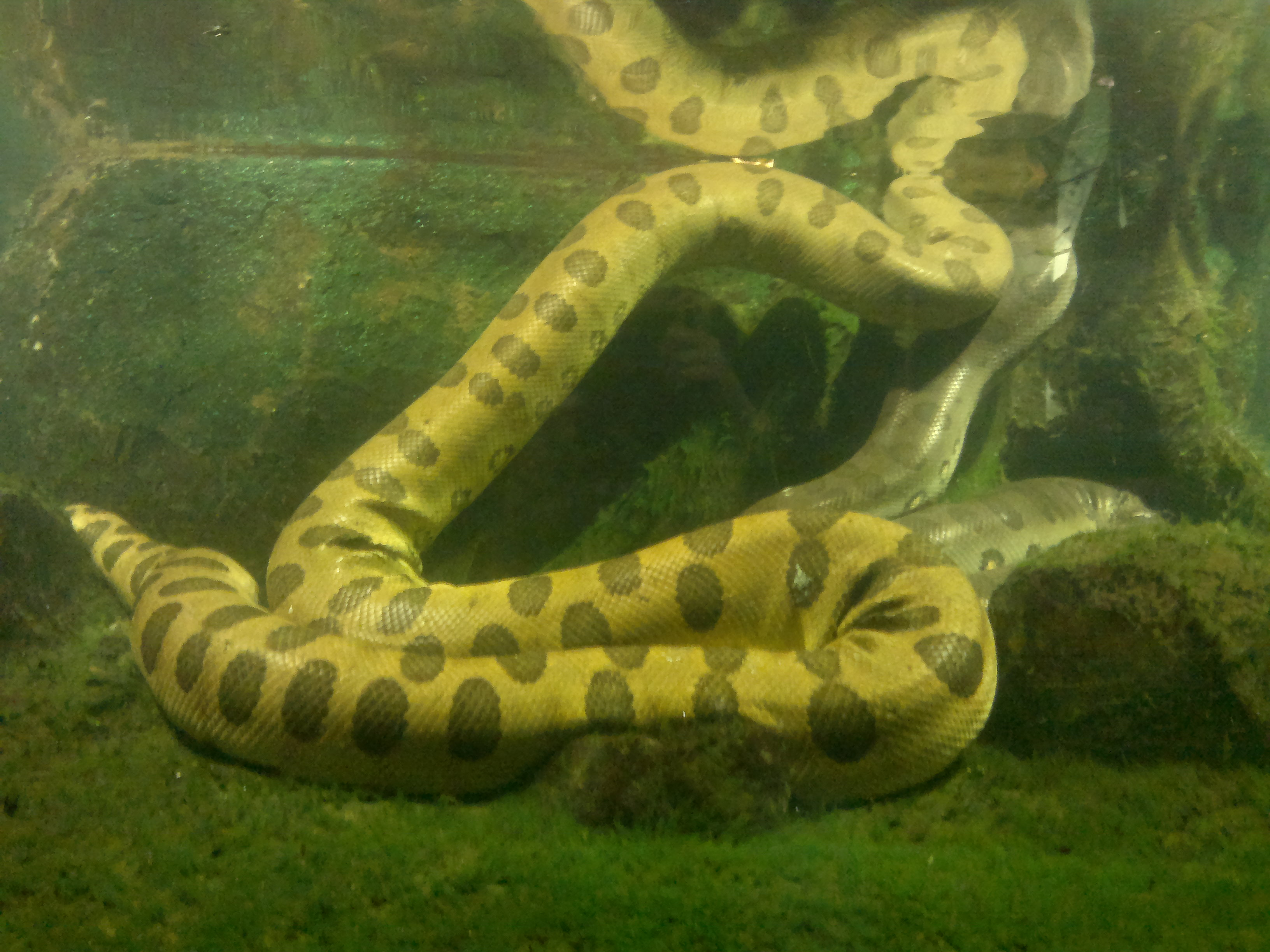
E. murinus en el acuario de Nueva Inglaterra

Aún se debate cuál de las serpientes conocidas es la más grande. Un mito popular asegura que se trata de la serpiente más grande (y que pueden alcanzar tamaños descomunales no comprobados de 10-15 metros y 160-400 kilos), sin embargo, ese título pertenece a su pariente asiática, la pitón reticulada. Aun así, la anaconda es una de las mayores serpientes conocidas al ser de las más largas y, cuanto menos, la más pesada, seguida de la pitón reticulada y la pitón de seba.
La anaconda verde es el caso más marcado de dimorfismo sexual entre las serpientes, ya que las hembras son significativamente mayores que los machos, alcanzando estas un promedio de 5 a 8 metros de largo y un peso de 35 a 85 kg, mientras que los machos alcanzan una longitud de 4 a 5 metros de largo y un peso máximo de 25-35 kg. 
Una anaconda hallada en Iquitos, en la selva de Perú, el 4 de septiembre de 2014, llegó supuestamente a los 12.37 metros de largo y pesaba 106 kilogramos, aunque algunos dudan la veracidad de las imágenes asegurando que indican un cálculo de tamaño no superior a los 7 metros y 65 kg de peso aproximado. Fue muerta a palazos en la cabeza por los seis jóvenes pescadores que la hallaron.

## Hábitat y comportamiento

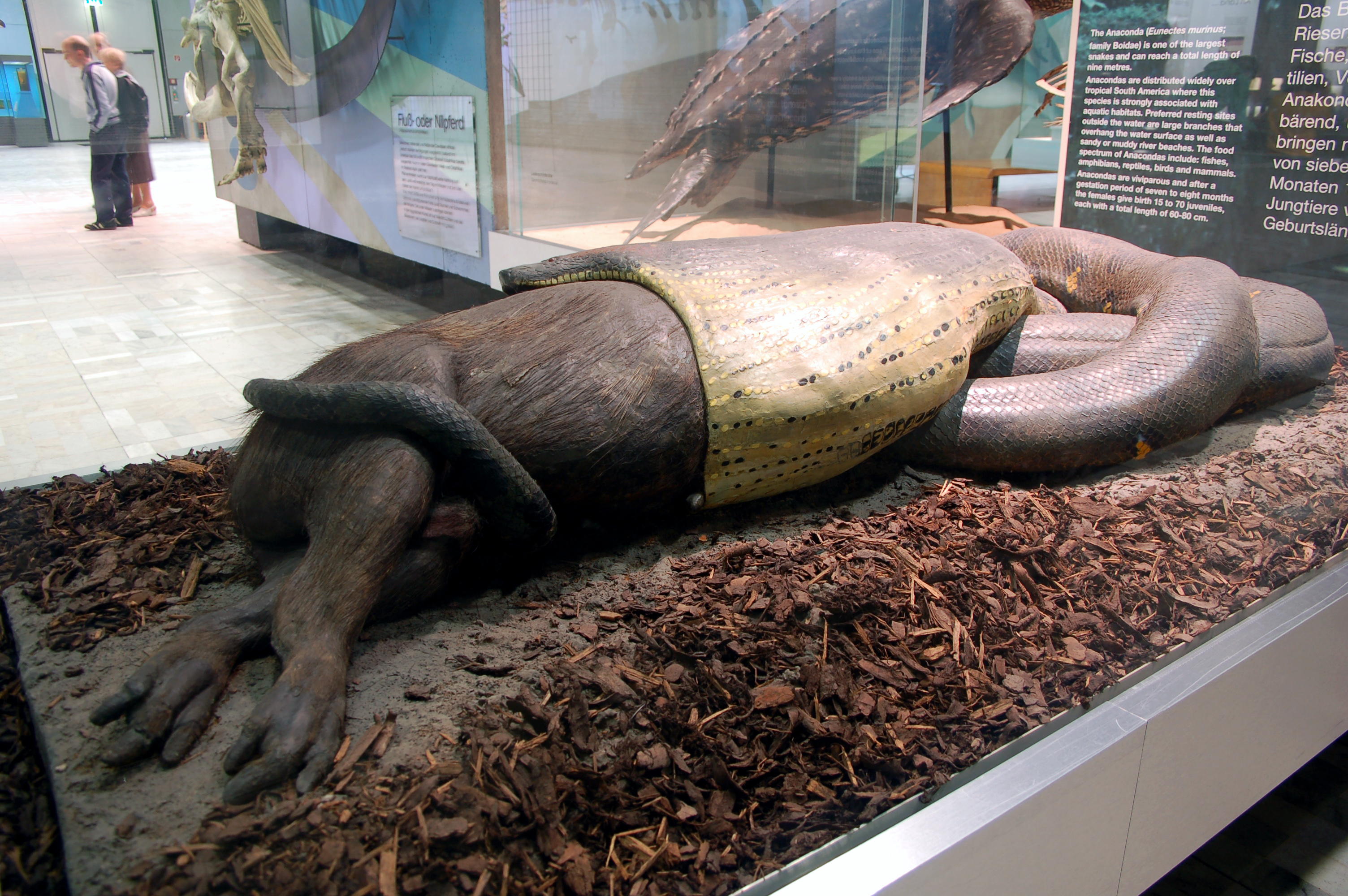
Representación de una anaconda comiéndose una capibara.

Las anacondas se encuentran tanto en los árboles como en el agua; prefieren los estanques de aguas quietas a las corrientes rápidas. Pasan la mayor parte del tiempo recostada en los árboles pero para cazar suele bajar al agua y se sumergen, acechando a su presa; la posición superior de las narinas le permite sumergir casi todo el cuerpo a modo de cripsis, y su poderosa musculatura las hace rápidas nadadoras y buenas trepadoras.
Su mayor depredador es el jaguar (Panthera onca), y también forma parte de la dieta del caimán negro, el cocodrilo americano y el cocodrilo del Orinoco.

### Caza y dieta

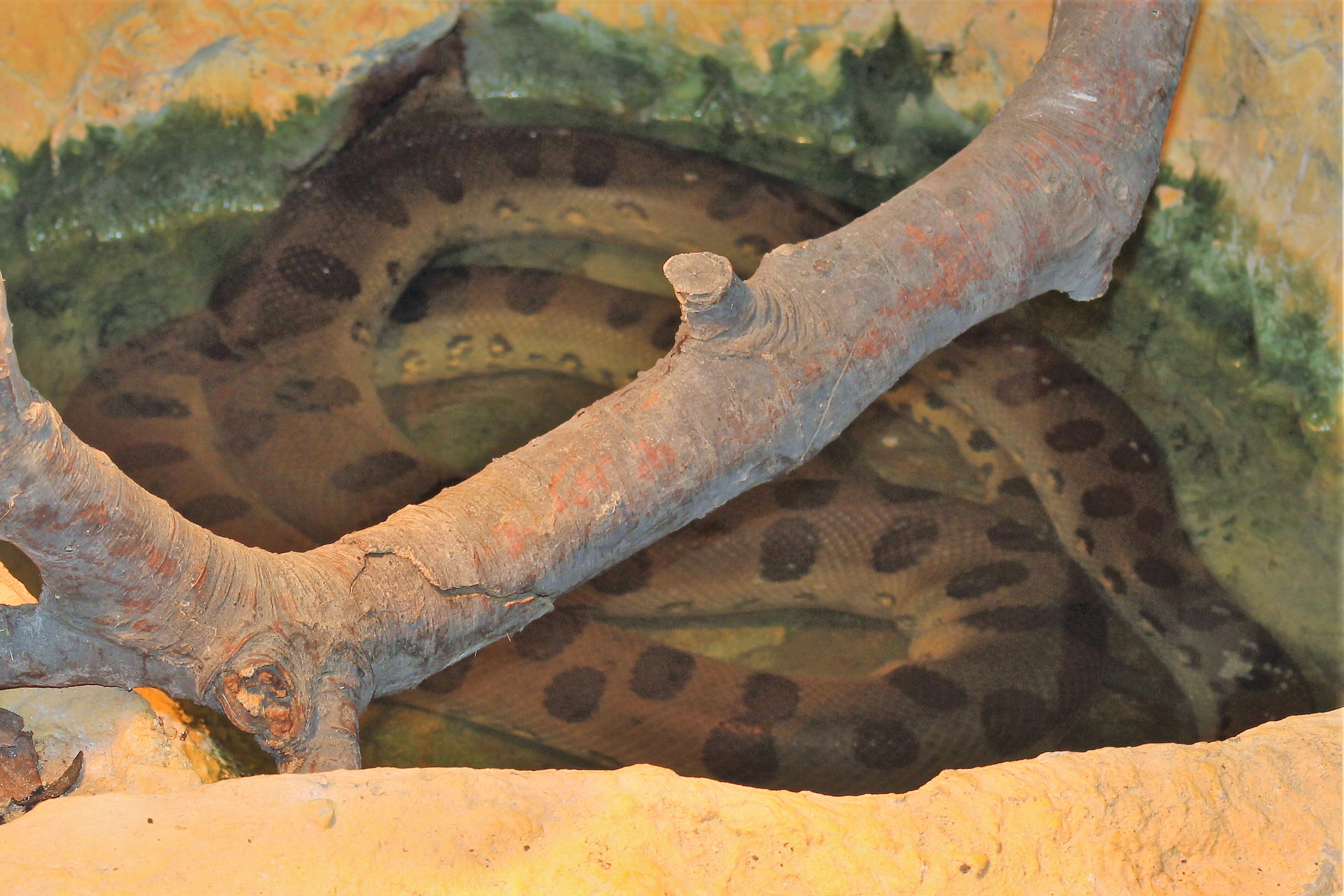
Suelen estar en las profundidades de los ríos la mayor parte del tiempo.

Caza por lo general animales que se acercan a beber, sujetándolos con sus mandíbulas y aferrándose a ellos para enroscarse alrededor de su cuerpo y asfixiarlos. El ataque es extremadamente rápido; en algo más de 3 segundos ya han sometido a su presa. Si encuentra la oportunidad de cazar en tierra, normalmente se descuelga desde una rama para sorprender a su presa. Se enroscan a su presa formando anillos con su cuerpo, pero, por lo general, no es la fuerza de la constricción lo que mata a la presa, sino que le impide respirar, presionando el tórax para imposibilitar la inhalación, y lo logran por la inmensa fuerza de su cuerpo. Así lo muestra un estudio con una anaconda de 5,8 m y 40 kg, que empleando un medidor de presión en su alimento (un pato grande) se comprobó que ejercen una presión de 6,5 kg por centímetro cuadrado, casi 4.000 kg en total, superando las estimaciones que se daban de unos 900 kg, por lo que es la presión más grande de que se tiene conocimiento que puede ejercer un animal. 
La anaconda no tritura sus presas; su mandíbula se desencaja, permitiéndole tragar la presa entera y utiliza su fila de dientes interior (tienen cuatro filas de dientes, una ordinaria y otra en el paladar) para ir avanzando sobre su alimento e irlo introduciendo en su garganta. La digestión de una presa grande puede demorar varias semanas, durante las cuales la serpiente se encuentra casi inactiva y dormida en una rama o junto al agua.
La anaconda pasa la mayor parte del tiempo en los árboles, aunque también baja al agua para capturar presas fáciles. Sus presas más comunes son mamíferos de mediano tamaño como carpinchos, pacas, zarigüeyas y coatíes pero durante su fase adulta es capaz de cazar animales de gran tamaño; como tapires, pecaríes, ciervos y caimanes. En los árboles se alimenta de monos, perezosos, puercoespines y en ocasiones aves y murciélagos: donde espera en la entrada de sus cuevas y los atrapa en pleno vuelo. También se alimenta de peces, anfibios, reptiles y de sus huevos.[cita requerida]
Se han visto anacondas caníbales, la mayoría hembras devorando machos pequeños, posiblemente para asegurar la supervivencia durante la temporada seca, cuando escasean las presas.

### Reproducción
El apareamiento de la anaconda se produce entre los meses de abril y mayo; las hembras atraen a los machos mediante una señal olfativa, y estos se congregan en torno a ellas a lo largo de varias semanas. En la última fase del cortejo, hasta una docena de machos se enrosca en torno a la hembra, luchando por acceder a la cloaca de esta, formando una bola característica; pueden permanecer enroscados de este modo hasta 15 días, muchas veces en aguas poco profundas, hasta que la hembra —más grande y más fuerte— escoge al vencedor.[cita requerida]
Durante la cópula propiamente dicha, los espolones del macho estimulan la región caudal de la hembra; ambas cloacas entran en contacto, y las colas se enroscan mientras se produce la inseminación.

## Conservación
La anaconda no tiene particular valor comercial, aunque su piel se usa ocasionalmente en marroquinería[cita requerida]. La principal amenaza para su conservación es la destrucción de su hábitat, así como la caza por quienes la consideran un riesgo para el ganado doméstico y los niños, sin tener en cuenta el papel que juega en el control de las plagas de roedores.

## Cultura popular

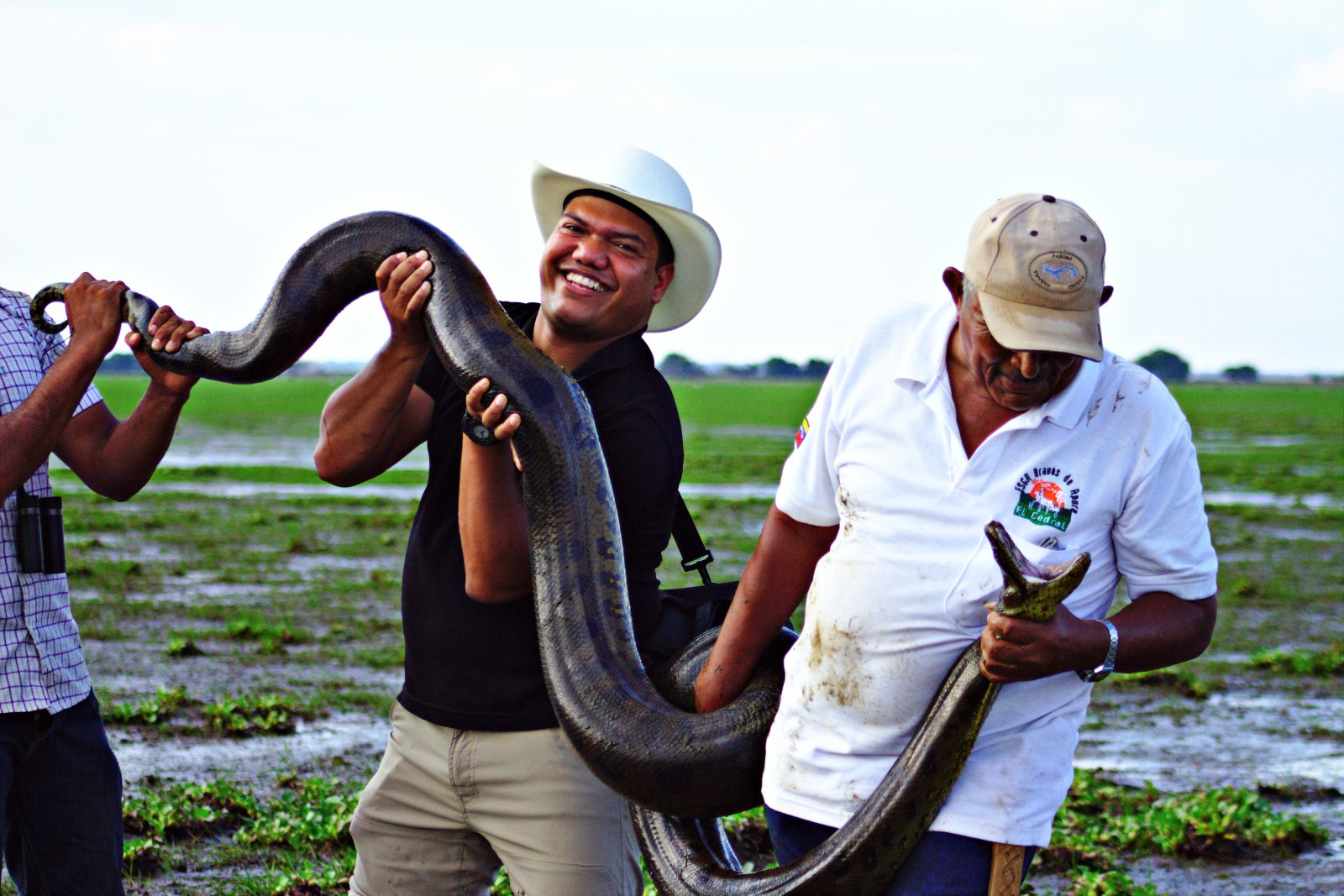
Captura de una anaconda en los Llanos venezolanos.

Las anacondas han aparecido en películas y libros de terror, frecuentemente con la habilidad de tragar humanos adultos; estos rasgos ocasionalmente también son atribuidos a otras especies, como la pitón de Birmania y la boa constrictora (aunque esta última no crece lo suficiente como para tragar un humano adulto). Entre las películas más populares se encuentran Anaconda del año 1997, junto con sus tres secuelas: Anacondas: The Hunt for the Blood Orchid, Anaconda 3: Offspring y Anacondas: Trail of Blood. Esta especie también es el principal antagonista en la novela de Mathias Bradley, The Terror of the Amazon Rainforest, en la cual múltiples anacondas escapan de un campo de investigación en la selva del Amazonas y entran en contacto con un químico tóxico que las hace mutar rápidamente y las convierte en serpientes gigantes. Una visión más positiva de la anaconda se puede encontrar en los relatos de Horacio Quiroga, Anaconda y El regreso de la anaconda, los cuales son narrados desde el punto de vista del animal.